# Farringdon (Hampshire)
Farringdon is een civil parish in het bestuurlijke gebied East Hampshire, in het Engelse graafschap Hampshire.